# Т’Хоофт, Йоти
Йоти Т’Хоофт (Йохан Герард Адриан Т’Хофт; нидерл. Jotie T’Hooft, Johan Geeraard Adriaan T’Hooft; 9 мая 1956, Ауденарде — 6 октября 1977, Брюгге) — бельгийский фламандский поэт.
Сквозная тема поэзии и прозы Т’Хоофта — очарованность смертью. Критика воспринимает его как образец проклятого поэта. Стихи Т’Хоофта выходили отдельными книгами на немецком и румынском языках. В 2005 включен во фламандскую версию списка «Великие бельгийцы». С 2008 года в Брюгге вручается литературная премия его имени.

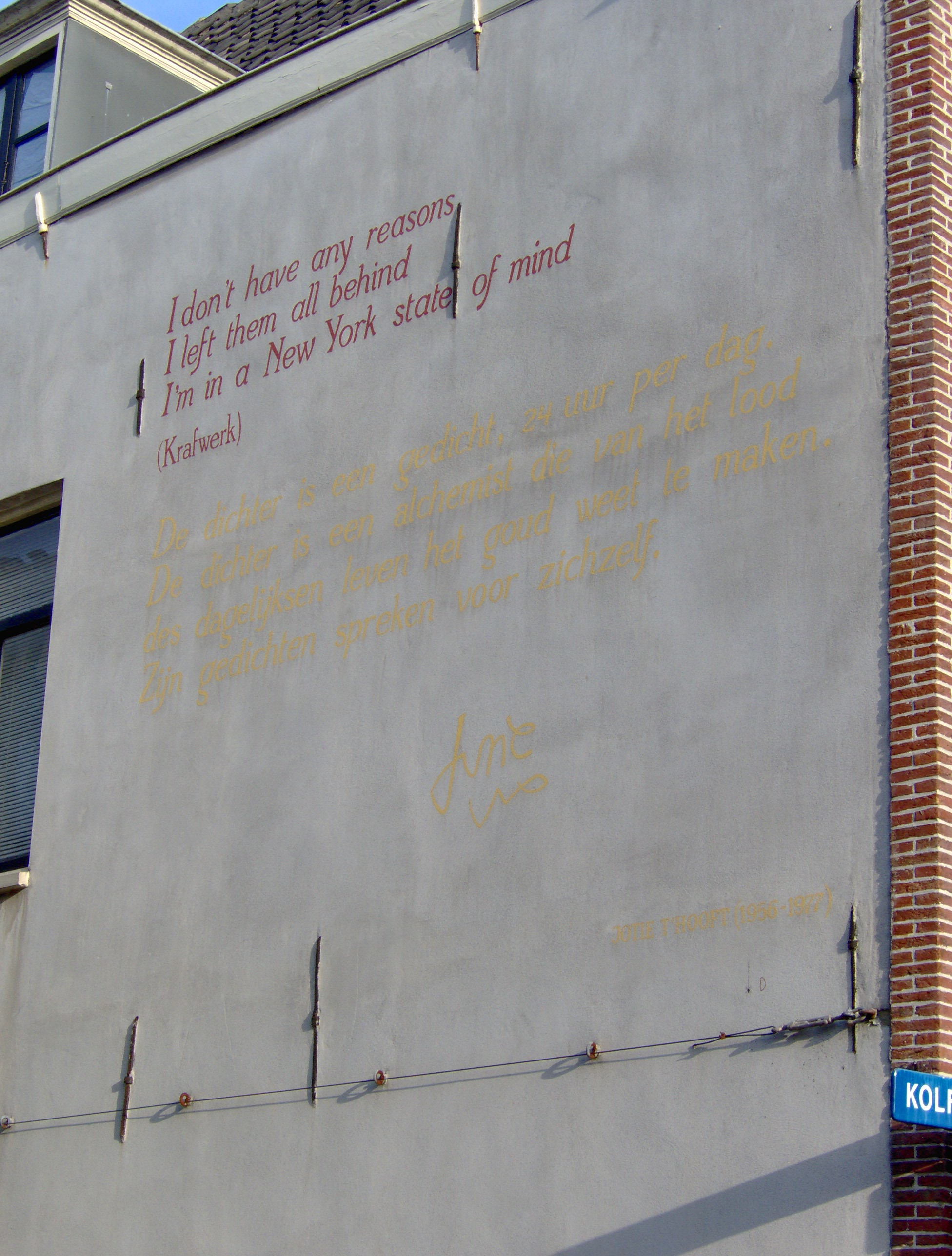
Стихи Т’Хоофта на стене дома в Лейдене

## Биография
Единственный ребёнок в семье. Болезненная мать была прикована к постели, отец много работал, мальчика воспитывали бабушки и дедушки. Хорошо учился в школе, но с юности ощущал свою неприспособленность к окружающей жизни. Читал Кафку, Гессе. С 14 лет пристрастился к наркотикам. В 1973 предпринял попытку самоубийства. В 17 лет приехал в Гент поступать в художественную школу, из учёбы ничего не вышло. В 1974 женился, его тесть служил в известной издательской фирме «Манто» и помог ему в публикациях. Испытывал симптомы раздвоения личности, называл своих двойников разными именами, нередко переодевался и выступал с чтением стихов от их имени. Увлекался рок-музыкой (The Doors, The Velvet Underground, Лу Рид, Дэвид Боуи, Фрэнк Заппа, Джим Моррисон), писал о ней. В 1976 ещё раз пытался убить себя. Скончался в гостях у друга от передозировки кокаина.

## Издания
- Schreeuwlandschap (1975, переизд. 1976)
- Junkieverdriet (1976), премия имени Рейны Принсен Геерлигс[нидерл.]
- Последние стихи/ De laatste gedichten (1977)
- Poezebeest (1978)
- Heer van de Poorten: verhalen, herinneringen, notities en beschouwingen (1979, проза)
- Verzameld proza (1982)
- Verzamelde gedichten (1983)
- In mij is onstuitbaar de doodsbloem ontloken: de beste gedichten van Jotie T’Hooft (1992)
- In bossen op eenzame plekken (1995)
- Als mooie rozen verdwijnen (1996)
- Собрание сочинений/ Verzameld werk (2010)